# Neuenburger Holz
Das Neuenburger Holz ist ein Waldgebiet und ein Naturschutzgebiet in den niedersächsischen Gemeinden Zetel und Bockhorn im Landkreis Friesland.

## Naturschutzgebiet

### Allgemeines
Das Naturschutzgebiet mit dem Kennzeichen NSG WE 307 ist circa 713 Hektar groß. Es umfasst vollständig das gleichnamige, 664,39 Hektar große FFH-Gebiet. Einzelne Teilflächen, die nicht Bestandteil des FFH-Gebietes, aber vollständig von diesem umgeben sind, wurden größtenteils in das Naturschutzgebiet einbezogen. Das Naturschutzgebiet ersetzt im Geltungsbereich der Naturschutzverordnung das 1985 ausgewiesene, bisherige Landschaftsschutzgebiet „Neuenburger Holz“ und das 1938 ausgewiesene, bisherige Naturschutzgebiet „Neuenburger Urwald“. Ein Teil des Waldes ist als Naturwaldreservat ausgewiesen. Das Naturschutzgebiet grenzt an mehreren Stellen an die verbliebenen Teile des Landschaftsschutzgebietes „Neuenburger Holz“. Das Gebiet steht seit dem 1. Februar 2019 unter Naturschutz. Zuständige untere Naturschutzbehörde ist der Landkreis Friesland.

### Beschreibung
Das Naturschutzgebiet liegt zwischen Zetel, Bockhorn und Neuenburg. Es stellt ein überwiegend historisch altes Waldgebiet auf der Friesischen Wehde, einem flachen Geestrücken als Teil der Ostfriesisch-Oldenburgischen Geest, unter Schutz. Das Waldgebiet ist von zahlreichen Bachläufen durchzogen.
Die Wälder sind als Hainsimsen-Buchenwälder, Waldmeister-Buchenwälder, Eichen-Buchenwälder und Eichen-Hainbuchenwälder ausgeprägt. Dominierende Baumart der Buchenwälder ist die Rotbuche, zu der sich teilweise die Stieleiche gesellt. Weitere Baum- und Straucharten sind Vogelbeere, Stechpalme und Faulbaum, in den Waldmeister-Buchenwäldern Esche, Hainbuche und Vogelkirsche. In der Krautschicht siedeln unter anderem Pillensegge, Drahtschmiele und Vielblütige Weißwurz, in den Waldmeister-Buchenwäldern Waldmeister, Einblütiges Perlgras, Waldbingelkraut, Goldnessel und Buschwindröschen. In den Eichen-Hainbuchenwäldern dominieren Stieleiche und Hainbuche. Dazu gesellen sich Esche, Rotbuche, Flatterulme, Gemeine Hasel, Vogelkirsche und Weißdorn. In dem als Naturwald ausgewiesenen Bereich des „Neuenburger Urwalds“ stocken Hainsimsen-Buchenwälder und Eichen-Hainbuchenwälder. Letzterer wurde historisch als Hutewald genutzt. Stellenweise sind Eichen-Aufforstungen und Nadelholzbestände zu finden. Kleinflächig stocken Erlen-Eschenwälder mit Schwarzerle und Gewöhnlicher Esche. In der Krautschicht siedeln z. B. Bitteres Schaumkraut und Kleiner Baldrian. Die Erlen-Eschenwälder stocken in erster Linie auf nassen Standorten, beispielsweise entlang von Bachläufen.
Die Wälder verfügen allgemein über strukturreiche Waldinnen- und -außenränder sowie einen hohen Alt- und Totholzanteil. Stellenweise sind Lichtungen und größere, überwiegend feuchte Grünlandbereiche sowie Kleingewässer und Waldweiher in die Wälder eingebettet. Diese sind teilweise durch Rekultivierungsmaßnahmen ehemaliger Tonabbauflächen entstanden. An lichten Stellen siedeln teilweise Hochstaudenfluren. Die Waldränder sind stellenweise als Wallhecken ausgeprägt.
Das Neuenburger Holz ist wichtiger Lebensraum einer artenreichen Flora und Fauna. Im Gebiet ist neben anderen Amphibien der Kammmolch heimisch. Die Wälder beherbergen unter anderem die Spechtarten Schwarz-, Mittel- und Kleinspecht, Hohltaube, Garten- und Waldbaumläufer, Greifvögel und Eulen sowie verschiedene Fledermausarten. Weiterhin siedeln hier verschiedene Farne, Orchideen und Pilze.
Das Naturschutzgebiet grenzt im Norden stellenweise an die Ortslage Zetel und im Westen an die Ortslage Neuenburg. Ansonsten ist es größtenteils von landwirtschaftlichen Nutzflächen umgeben. Nördlich von Neuenburg schließen sich weitere Waldgesellschaften an. Südlich von Zetel fließt das Zeteler Tief durch das Neuenburger Holz. Im Süden und Osten grenzt es an die Woppenkamper Bäke.
Das Neuenburger Holz wird zwischen Neuenburg und Bockhorn von der Bundesstraße 437 gequert. Im Norden verläuft die Kreisstraße 102 durch das Waldgebiet, die Bockhorn und Zetel miteinander verbindet, im Süden eine Verbindungsstraße zwischen Neuenburg und Grabstede. Durch das Waldgebiet verlaufen zahlreiche Forstwege.